# Vilkaču mantiniece
Vilkaču mantiniece (dt.: Die Erbin des Hofs Vilkači) ist eine Oper in fünf Akten des lettischen Komponisten Bruno Skulte mit einem Libretto von Tonija Kalve nach einem Roman von Ilona Leimane. Sie wurde am 3. Juni 2011 postum in der Lettischen Nationaloper Riga unter Anwesenheit des Staatspräsidenten uraufgeführt.

## Werkgeschichte
Der Komponist floh im Jahr 1944 vor der Roten Armee  aus Lettland nach Oldenburg. Hier inspirierte ihn der Roman der ebenfalls geflohenen lettischen Schriftstellerin Ilona Leimane (1905–1989) als Stoff zu einer Oper. Er komponierte 1947 die Gesangspartien. Nach dem Klavierauszug und der Orchestrierung des ersten Akts wandte sich Skulte anderen Projekten zu. Skulte war inzwischen nach New York emigriert. Die Instrumentierung blieb bis nach seinem Tod unvollendet. Zunächst wurden nur einzelne Partien aufgeführt.  Erst 2005 vervollständigte der Komponist und Dirigent Andrejs Jansons die Instrumentierung für die Gesamtaufführung. Bereits jetzt dirigierte Jansons die ersten konzertanten Aufführungen. Die szenische Uraufführung erfolgte 2011 an der Nationaloper in Riga. Eine DVD der Aufführung erschien 2012.
Leimanes Roman erschien zunächst 1942 in den Nummern 1 bis 12 der Zeitschrift Latvju Mēnešraksts. Die erste gebundene Ausgabe wurde 1943 mit Holzschnitten von Olģerts Ābelīte beim Verlag Ernests Kreismanis herausgegeben. Eine aktuelle Ausgabe erschien 2006. Der Roman wurde 1990 von Gunārs Cilinskis (1931–1992) mit Musik von Pēteris Vasks verfilmt.

## Handlung
Zwei benachbarte Höfe in Lettland am Ende des 19. Jahrhunderts beherbergen die verfeindeten Familien „Dievlodziņi“ (Die Gottesfensterlein) und  „Vilkači“ (Die Werwölfe). Während den Vilkači alles gelingt und ein Wohlstand entsteht, ist der Hof der Dievlodziņi vom Pech verfolgt. Hier argwöhnt man, dass der Erfolg der Leute von Vilkači auf Hexerei beruht.
Ähnlich den Familien der Capuletti und der Montagetti in Shakespeares Romeo und Julia entsteht eine Liebesbeziehung zwischen dem Sohn aus dem Haus Dievlodziņi mit der Hoferbin von Vilkači. Diese Beziehung muss Konflikte auslösen, die sich in deftigen Streitereien mit viel Emotion entladen.

## Zitate
„[…] pflegte Skulte einen spätromantisch-üppigen Kompositionsstil, der die Tonalität auch nicht ansatzweise in Frage stellt. Erinnert der recht volkstümlich gehaltene erste Akt noch an Dvořák, so entwickelt sich das Stück in den folgenden Akten mehr und mehr zum Verismo-Reißer mit der typischen Kombination aus dramatischer Zuspitzung und melodischem Aufblühen.“

“[Skulte] was clearly conversant with the operas of both Wagner (the ‘midsummer night of love’ enjoyed by the two romantic protagonists at the end of Act III draws on Wagner’s love duets) and Dvořák, who provides the template for the incorporation of folkloristic elements into a complex operatic texture.”

„[Skulte]  war eindeutig vertraut mit den Opern sowohl von Wagner (die ‚Mittsommernacht der Liebe‘ der beiden romantischen Protagonisten am Ende des dritten Aktes stützt sich auf Wagners Liebesduette) als auch von Dvořák, der die Vorlage für den Einbau von folkloristischen Elemente in eine komplexe Operntextur bietet.“

„[…] Verisms latviešu gaumē […] Ne velti Vilkaču mantiniece jau tapusi nodēvēta par operas Skroderdienām.“

„[…] Verismus nach lettischem Stil […] Nicht umsonst ist Vilkaču mantiniece bereits als Skroderdienas [Silmačos] der Oper genannt worden.“

„Bruno Skultes operu var dēvēt par eksorcistu [...] Mani šajā gadījumā visvairāk interesēja naids un kā no tā atbrīvojamies caur mīlestību.“

„Bruno Skultes Oper kann erklärt werden als Exorzismus [...] Mein größtes Interesse in diesem Fall ist der Hass und die Befreiung davon durch Liebe.“